# Hugh Glass
Hugh Glass (ur. prawd. 1780 w Pensylwanii, zm. 1833 nad rzeką Yellowstone) – amerykański traper i podróżnik.

## Życiorys
O jego młodości wiadomo niewiele, a fakty mieszają się z legendami. Pochodził z rodziny o szkockich i irlandzkich korzeniach. Prawdopodobnie od 1816 przez dwa lata trudnił się piractwem, po czym zbiegł. Rzekomo też przed 1822 przez kilka lat żył wśród Indian i ożenił się z Indianką z plemienia Paunisów, ale nie ma na to niepodważalnych dowodów.

### Wydarzenie z 1823
Hugh Glass najbardziej znany jest z epizodu, który miał miejsce w 1823. Wziął udział w wyprawie w górę rzeki Missouri, dowodzonej przez generała Williama Henry’ego Ashleya. Około sierpnia w towarzystwie Johna S. Fitzgeralda i Jima Bridgera zapuścił się do rozwidlenia Grand River na terenie dzisiejszej Południowej Dakoty. Oddaliwszy się na moment od towarzyszy został zaatakowany przez samicę grizli. Zwierzę złamało traperowi nogę, zadało ciężką ranę głowy i zdarło mu z pleców skórę, pozostawiając odsłonięte żebra. Glass zdołał jednak nożem zranić niedźwiedzia, którego dobili Bridger i Fitzgerald. Następnie jednak, mimo rozkazów żeby zostali przy rannym, obaj traperzy wykopali grób i pozostawili w nim nieprzytomnego Glassa.
Po odzyskaniu przytomności Glass zdołał się wydostać z grobu i zaczął się czołgać poprzez las. Według jego relacji podczas wędrówki żywił się głównie korzonkami i jagodami, raz udało mu się znaleźć padlinę bizona. W rany wdała się infekcja, a Glass aby nie dopuścić do gangreny zaczął układać na swoim ciele robaki, które zjadały martwe tkanki. Dotarł do rzeki Cheyenne, którą przebył za pomocą własnoręcznie zbudowanej tratwy. Po drodze spotkał Indian, którzy mu pomogli. Po pokonaniu samotnie około 320 kilometrów znalazł schronienie w Forcie Kiowa.

### Późniejsze losy
Po powrocie do zdrowia Glass dalej zajmował się traperstwem. Mieszkał w Forcie Union w Dakocie Północnej. Spotkał się z Jimem Bridgerem i Johnem Fitzgeraldem, jednak – pomimo zamiaru zemsty – darował im życie. Zginął w 1833 zabity przez Indian z plemienia Arikari nad rzeką Yellowstone.

## W kulturze popularnej
W 1971 na podstawie historii ocalenia i porzucenia Hugh Glassa Richard Sarafian nakręcił film Człowiek w dziczy (Man In The Wilderness). Rolę głównego bohatera, którego nazwisko zmieniono na Zachary Bass, zagrał Richard Harris, a film zasłynął bardzo realistycznie nakręconą sceną walki człowieka z niedźwiedziem.
W 2015 na podstawie tej samej historii Alejandro González Iñárritu zrealizował film Zjawa. W rolę trapera (tym razem użyto w filmie prawdziwych nazwisk uczestników wydarzenia) wcielił się Leonardo DiCaprio, który za tę rolę otrzymał Oscara w kategorii najlepszy aktor.